# Cadavrul viu
Cadavrul viu (în rusă Живой труп) este o piesă de teatru scrisă de Lev Tolstoi. Cu toate că a fost scrisă în jurul anului 1900 și a fost publicată la scurt timp după moartea sa - Tolstoi nu a considerat niciodată lucrarea ca fiind finalizată. A avut succes imediat și este încă jucată pe scenele de teatru din lume. 

## Intrigă

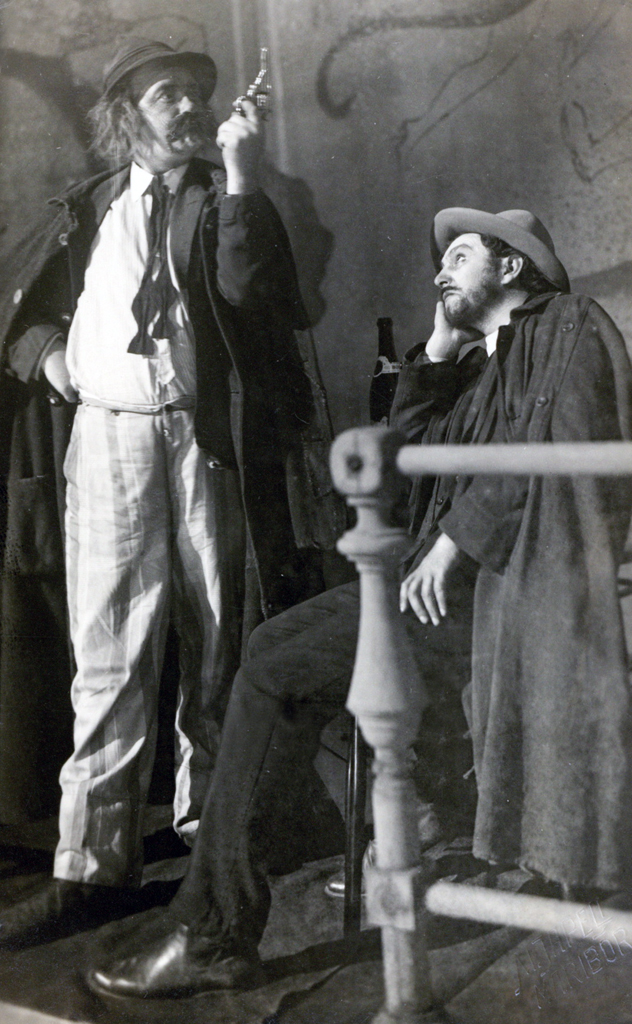
Piesa la Teatrul Național Sloven din Maribor, în 1936

Personajul central al piesei, Feodor Vasilievici Protasov (Fedea), este chinuit de convingerea că soția sa Liza nu l-a ales niciodată cu adevărat pe el ci pe mai convenționalul Victor Mihailovici Karenin, un rival al său la mâna ei. Vrea să se omoare, dar nu are tupeul. Fuge din viața acesteia și dă mai întâi peste un grup de țigani; el intră într-o relație sexuală cu o cântăreață țigancă, Mașa. Cu toate acestea, confruntându-se cu dezaprobarea părinților Mașei, el fuge și de aici. Din nou vrea să se omoare, dar îi lipsește tupeul; din nou, decăderea sa continuă. 
Între timp, soția sa, crezând că este mort, s-a căsătorit cu celălalt bărbat. Atunci când este descoperit Protasov, ea este acuzată de bigamie și că ar fi aranjat dispariția soțului ei. El se prezintă în instanță pentru a depune mărturie că ea nu avea cum să știe că el este în viață; iar judecătorul decide că soția sa trebuie să renunțe la noul ei soț sau va fi exilată în Siberia. Protasov se împușcă. Isterică, soția sa declară că doar pe Protasov l-a iubit întotdeauna.

## Personaje
- Feodor Vasilievici Protasov (Fedea)[2]
- Elisaveta Andreevna Protasova (Liza)
- Ana Pavlovna, mama Lizei
- Sașa, sora Lizei
- Victor Mihailovici Carenin
- Ana Dmitrievna Carenina, mama lui Carenin
- Serghei Dmitrievici Abrezoov, prinț
- Mașa, o țigancă
- Ivan Macarovici, tatăl Mașei
- Nastasia Ivanovna, mama Mașei
- Afremov, patronul tractirului
- Korotkov, întreprinzător falimentar
- Petrușin, avocat
- Stahovici, poet
- Ivan Petrovici Alexandrov
- Petușkov
- Artemiev, individ dubios
- Procurorul
- Judecătorul
- Aprodul
- Avocatul lui Fedea
- Doctorul
- Maria Vasilievna
- Ofițerul
- Duniașa, servitoarea
- Gașa
- Katia
- Ustia
- Liuba / Brigitte
- Soprana / Doica
- Primul lacheu
- Al doilea lacheu
- Vagabonzii
- Vardistul
- Chitariștii
- Violonistul
- Corul Țiganilor
- Copii
- Voznesenschi

## Istoricul producției
Piesa a avut premiera la Teatrul de Artă din Moscova, într-o producție care a fost deschisă pe 5 octombrie [S.V. 23 septembrie] 1911. A fost regizată în mare de Vladimir Nemirovici-Dancienko, Konstantin Stanislavski fiind doar co-regizor. A urmat la scurt timp o producție la Saint Petersburg. A fost tradusă la scurt timp în mai multe limbi și a fost jucată la Berlin, Viena, Paris și Londra.

## Filme
Piesa a fost ecranizată de mai multe ori, ca de exemplu: 
- Живой труп [Zhivoi trup] la Internet Movie Database   (1911, film mut)
- Живой труп la Internet Movie Database   (1918, film mut)
- Bigamy (1922, film mut)
- The Living Corpse (Der lebende Leichnam, Живой труп, 1929, film mut)
- Redemption (1930)
- Nuits de feu (1937)
- Cadavrul viu   (1952)
- Cadavrul viu   (1969)
- Cadavrul viu, Zhivoy trup (1971)[5]
- Cadavrul viu (1975) regia Cornel Popa[6]

## Vezi și
- Listă de piese de teatru rusești